# San Francisco de los Romanes
San Francisco de los Romanes är en ort i Mexiko.   Den ligger i kommunen Lagos de Moreno och delstaten Jalisco, i den centrala delen av landet, 400 km nordväst om huvudstaden Mexico City. San Francisco de los Romanes ligger 1 882 meter över havet och antalet invånare är 144.
Terrängen runt San Francisco de los Romanes är huvudsakligen platt, men åt sydväst är den kuperad. Terrängen runt San Francisco de los Romanes sluttar västerut. Runt San Francisco de los Romanes är det ganska tätbefolkat, med 56 invånare per kvadratkilometer. Närmaste större samhälle är Lagos de Moreno, 9,0 km norr om San Francisco de los Romanes. I omgivningarna runt San Francisco de los Romanes växer huvudsakligen savannskog.